# Велевский, Борко
Борка Йованов Велеский (болг. Борка Йованов Велески, макед. Борка Јованов Велески, серб. Борка Јоване Велески), более известный как Горанов (макед. Горанов) или Борко Велевский (макед. Борко Велевски; 1912, Прилеп — 14 сентября 1942, гора Мукос) — югославский македонский партизан времён Народно-освободительной войны Югославии, Народный герой Югославии.

## Биография
Родился в 1912 году в Прилепе в бедной семье. Был отличником в начальной школе, при поддержке родителей учился в гимназии. В седьмом классе гимназии был исключён за чтение марксистской литературы. Поступил в военную школу в Нови-Саде, но не закончил и её, после чего вернулся в Прилеп и устроился работать на табачной фабрике. Будучи простым рабочим, также был организатором Содружества производителей табака в Прилепе. Стал инициатором забастовки от 4 апреля 1938: её участники требовали улучшения своего финансового положения. Борко возглавил группу из двух тысяч бунтовщиков и ещё тысячи мастеров, которые примкнули к забастовке. Требования рабочих удовлетворили частично, а Борко уволили по обвинению в политической пропаганде и даже арестовали, хотя потом быстро отпустили.
В последние два года перед войной Борко стал работать секретарём Содружества производителей табака, которые боролись за оптимальную цену продажи табака. Борко был назначен поверенным по закупкам. Перед войной был призван в Югославскую королевскую армию на учения, тогда же был принят в Коммунистическую партию Югославии. Сражался в Апрельской войне, дослужился до звания наредника (сержанта) пехоты.
После оккупации страны Борко ушёл в партизаны, вступив в роту партизан на горе Селечке 12 сентября 1941. Как имевший опыт военной службы, он был инструктором. 11 октября солдаты под его командованием атаковали Прилеп. Вплоть до сентября 1942 года отряд Борко занимался планированием операций и диверсий. В мае 1942 года он получил псевдоним «Горанов» и возглавил прилепский партизанский отряд имени Димитра Влахова.
14 сентября 1944 1-я рота, в которой служил Борко, была окружена противником в местечке Сеченето на горе Мукос. При прорыве окружения Борко был смертельно ранен очередью из пулемёта.
20 декабря 1951 указом Президиума Народной Скупщины Федеративной Народной Республики Югославии был посмертно награждён орденом и званием Народного героя Югославии.